# Asarum majale
Asarum majale là một loài thực vật có hoa trong họ Aristolochiaceae. Loài này được T.Sugaw. mô tả khoa học đầu tiên năm 2007.